# Epitrix papa
Epitrix papa (лат.) — вид жуков листоедов из подсемейства козявок, включённый в список карантинных вредителей в Европе. Название рода происходит от др.-греч. ἐπί- — «над» и τρίχοον — «волосок». Название вида происходит от исп. papa — «картофель». Обнаружен только в Испании и Португалии.

## Описание
Окраска тела сверху чёрная с бронзовым блеском. Длина самок (2,1—2,2 мм) немного больше, чем самцов (1,7—1,8 мм). Ширина тела около 0,85 мм. Усики жёлтые, их последний, 11 сегмент, затемнён. Ширина глаз в 1,3 раза меньше расстояния между глазами. Лобный гребень узкий. Переднеспинка выпуклая удлинённая, её длина больше ширины. Она покрыта крупными редкими точками и по её боковой край только со щетинками, без зубчиков. Продольные борозды переднеспинки отчётливые, а передние боковые углы переднеспинки тупые. Переднеспинка и надкрылья без микроскульптуры. На надкрыльях расположены 11 рядов точек. Ряд точек, расположенный ближе к внутреннему краю надкрыльев заканчивается не доходя 1/3 их вершины. Бёдра тёмно-коричневые с жёлтыми вершинами, голени и лапки жёлтые. Эдеагус самцов параллельносторонний, на вершине закруглён. У самок последний стернит брюшка выпуклый, а копулятивная сумка сперматеки изогнута и сжата в середине.

## Биология
Кормовыми растениями являются паслёновые: картофель, баклажан, помидор, паслён и дурман. Имаго питаются листьями растений, а личинки развиваются на их корнях и клубнях. Наносит в этих странах значительный ущерб картофелю. До 2015 года этот вид неверно идентифицировался исследователями как Epitrix similaris. Самостоятельность вида была подтверждена в 2016 году после перепроверки данных секвенирования маркерных генов митохондриальной цитохром с-оксидазы I и ядерный внутреннего транскрибируемого спейсера 2 Внесён в перечень Европейско-средиземноморской организацией по защите растений в качестве карантинного вредителя картофеля.

## Распространение
Исходный ареал его неизвестен. Вероятно, попал в Европу с грузом картофеля из Северной Америки, так как морфологически близкий вид Epitrix cucumeris из этого региона. Впервые обнаружен в 2004 году на севере Португалии, к 2009 году выяснилось, что вид встречается по всей Португалии. В этом же году найден на северо-западе Испании. В 2014 году обнаружен на юге Испании.